# Rezarta Smaja
Rezarta Smaja Rumija, född 23 mars 1984 i Shkodra, är en albansk sångerska som är känd för att sex år i rad (2012–2017) deltagit i Festivali i Këngës och som bäst slutat fyra. 

## Karriär
Smaja inledde sin karriär genom att delta i Idols-programmet Ethet e së premtes mbrëma år 2008. Hon deltog i samma upplaga av tävlingen som bland andra Kejsi Tola och Xhensila Myrtezaj. Hon lyckades i Ethet ta sig till veckofinalerna, men åkte ut innan den stora finalen som vanns av Kejsi Tola. Därefter har hon bland annat sjungit vid TV-programmet Blue Jeans.
2009 deltog Smaja i den sjätte upplagan av Top Fest med låten "Pranë dhe larg". Med låten lyckades hon ta sig till finalen, där hon även vann pris för bästa pop och rocklåt i tävlingen.
Under hösten 2012 presenterades Smaja som en av deltagarna i Festivali i Këngës 51, Albaniens uttagning till Eurovision Song Contest 2012. Hon deltog med låten "Ti?", med vilken hon tog sig till finalen via semifinalen. Låten hon tävlade med, en powerballad, skrevs av Florian Zyka och komponerades av Lambert Jorganxhi. I finalen slutade hon sjua efter att ha fått 36 poäng. Hon hade tre poäng upp till sjätteplatsen och nio poäng ner till åttondeplatsen.
I mars 2013 debuterade Smaja i Top Fests tionde upplaga med låten "Dorëzuar". Hon lyckades ta sig vidare till de livesända semifinalerna och framförde sin låt live den 24 april 2013.
För andra året i rad ställde Smaja i december 2013 upp i Festivali i Këngës. Denna gång med låten "Në zemër" (i hjärtat) som både skrivits och komponerats av Sokol Marsi. I finalen 28 december slutade hon på en delad 7:e plats med Na efter att ha tilldelats 25 poäng av juryn.
I december 2014 ställde hon upp i Festivali i Këngës 53 med låten "Më rrembe" (fängsla mig). Låten skrevs och komponerades av den meriterade duon Dr. Flori och Klodian Qafoku. Hon deltog innan dess i Kënga Magjike 2014 med låten "Shpirt i lirë". Hennes bidrag i Festivali i Këngës, "Më rrembe" blev Dr. Floris sista offentliga låt som upphovsman då han avled i november 2014. Smaja tog sig till final med låten och slutade där på 7:e plats efter att ha fått 23 poäng av juryn.
2015 ställde Smaja för fjärde året i rad upp i Festivali i Këngës då hon tillsammans med Klodian Kaçani, som slutade tvåa 2013, ställde upp i Festivali i Këngës 54 med låten "Dashuri në përjetësi". De tog sig till tävlingens final, där de slutade på 4:e plats.
I Festivali i Këngës 55 i december 2016 ställde Smaja upp med låten "Pse pritë gjatë" med text av Arsim Bunjaku och musik av Xhevdet Gashi. Hon slutade, som vid 3 av hennes tidigare 4 deltaganden, på plats 7.
Smajas bidrag i Festivali i Këngës 56 kom att bli hennes sjätte i rad. För andra gången ställde hon upp i en duett, denna gång med den tidigare festivalvinnaren Luiz Ejlli. De tävlade med bidraget "Ra një yll" som skrivits av Agim Doçi med musik av Edmond Zhulali som båda tidigare haft vinnarbidrag i tävlingen och tävlat med dessa bidrag i Eurovision Song Contest. De tog sig med bidraget till tävlingens final där de slutade oplacerade då endast de tre högst placerade bidragen presenterades.

## Diskografi

### Festivali i Këngës
| År   | Upplaga               | Låt                    | Poäng | Plats |
| ---- | --------------------- | ---------------------- | ----- | ----- |
| 2012 | Festivali i Këngës 51 | "Ti?"                  | 36    | 7     |
| 2013 | Festivali i Këngës 52 | "Në zemër"             | 25    | 7     |
| 2014 | Festivali i Këngës 53 | "Më rrëmbe"            | 23    | 7     |
| 2015 | Festivali i Këngës 54 | "Dashuri në përjetësi" | i.u.  | 4     |
| 2016 | Festivali i Këngës 55 | "Pse pritë gjatë"      | 24    | 7     |
| 2017 | Festivali i Këngës 56 | "Ra një yll"           | i.u.  | i.u.  |
| 2021 | Festivali i Këngës 60 | "E jemja nuse"         | i.u.  | 3     |

### Övriga sånger
- 2009 – "Pranë dhe larg"
- 2013 – "Dorëzuar"
- 2014 – "Shpirt i lirë"